# Адонц, Роланд Мушегович
Роланд Мушегович Адо́нц (арм. Ռոլանդ Մուշեղի Ադոնց, 5 декабря 1940, Ереван — 23 февраля 2015, там же) — армянский хозяйственный и государственный деятель.

## Биография
- 1962 — окончил Ереванский политехнический институт по специальности «теплоснабжение и вентиляция».
- 1960—1961 — работал диспетчером по эксплуатации газового хозяйства главгаза Армянской ССР.
- 1966—1986 — инженером, старшим инженером Управления гостехнадзора Армянской ССР, начальником диспетчерской службы, начальником ПТО, главным инженером управления «Арморггазналадка», заместителем начальника ПЭУ, начальником ЭТУ, директором ПО «Армподземметаллзащита».
- 1986—1998 — главным инженером заместителем генерального директора, затем генеральным директором ПО «Армгазпром».
- 1998—2001 — председатель правления — генеральный директор ЗАО АрмРосгазпрома.
- Награждён орденом Дружбы Народов (1989).